# Gesetzesvertretende Verordnung
Die gesetzesvertretende Verordnung (auch „selbständige Verordnung im engeren Sinn“) ist eine Verordnung, die direkt auf eine verfassungsgesetzliche Grundlage gestützt und daher ohne einfachgesetzliche Ermächtigung erlassen werden kann  (daher auch „verfassungsunmittelbare gesetzesvertretende Verordnung“. Gegensatz dazu: Durchführungsverordnung bzw. Vollziehungsverordnung).
Die gesetzesvertretende Verordnung wird daher in der Regel anstelle eines Gesetzes erlassen (siehe dazu das Modell des Stufenbaus der Rechtsordnung).
Es wird bei den selbständigen Verordnungen in
- gesetzesvertretende Verordnungen,
- gesetzesergänzende Verordnungen,
- gesetzesändernde Verordnungen

unterschieden.
Gesetzesvertretende Verordnungen sind jedenfalls unzulässig, soweit sie gegen Grundnormen der Verfassung verstoßen.

## Regelungen im Grundgesetz (Deutschland)
Gesetzesvertretende Verordnungen sind seit dem Inkrafttreten des Grundgesetzes (GG) in Deutschland nicht mehr zulässig (Art. 129 Abs. 3 GG). Rechtsverordnungen (z. B. StVO) müssen daher in Deutschland (Bund und Länder) generell auf Grundlage einer gesetzlichen Ermächtigung ergehen (Art. 80 GG).

## Beispiele
Eine gesetzesvertretende Anordnung kann zum Beispiel eine auf Grundlage eines Notverordnungsrechtes erlassene Verordnung (vgl. z. B. Notbestimmungen der Österreichischen Bundesverfassung oder Art 10 Liechtensteinische Landesverfassung) sein.

## Verweise
1. ↑   BGE 103 IV 192, E. 2a: Eine Vollziehungsverordnung darf nicht über den Rahmen hinausgehen, den das Gesetz absteckt. Die Vollziehungsverordnung hat die Funktion Bestimmungen des Gesetzes zu präzisieren, gegebenenfalls echte Lücken zu füllen und, soweit notwendig, das anwendbare Verfahren festzulegen. Die Vollziehungsverordnung enthält daher keine neuen Vorschriften, welche den Anwendungsbereich eines Gesetzes ausdehnt und Rechte der Normunterworfenen beschränkt oder diesen Verpflichtungen auferlegt.
2. ↑  Siehe dazu auch Art 97 Abs. 2 und 3 B-VG bezüglich eines Notverordnungsrechts der Landesregierungen der österreichischen Bundesländer